# Mine de Moa
La mine de Moa est une mine à ciel ouvert de nickel et de cobalt à Cuba.

## Histoire
À la fin des années 1950, à la veille de la révolution cubaine, l'île est déjà le troisième producteur du monde occidental, avec 16 500 tonnes, derrière le Canada (178 000 tonnes) et la Nouvelle-Calédonie (23 500 tonnes). L'exploitation y est encore toute récente, opérée une seule société américaine, car les minerais sont des latérites à faible teneur dont le procédé de traitement n'a été mis au point que pendant la Seconde Guerre mondiale. Une partie du minerai est transformée sur place à l'usine de Nicaro, propriété du gouvernement américain, et le reste de la production de minerai exporté aux États-Unis pour être traité près de la Nouvelle-Orléans.
Les États-Unis, qui s'intéressent également aux minerais des Philippines, s'efforcent d'être moins dépendants d'Inco en développant la production cubaine. Afin de la porter à une capacité de 50 000 tonnes en 1959, une seconde usine est achevée dans la baie de Moa. Elle appartient également à une société américaine, qui a une promesse d'achat de 135 000 tonnes de nickel de la part du gouvernement des États-Unis.
La production de Cuba a diminué en 1990 lors de la chute de l'Union soviétique mais s'est reprise avec l'arrivée du canadien Sherritt International.
Mais une zone grise a persisté autour des exportations cubaines, en raison de l'embargo américain interdisant l'utilisation du métal cubain, qui n'a pris fin qu'en 2014.